# Контрпереворот 1909 года

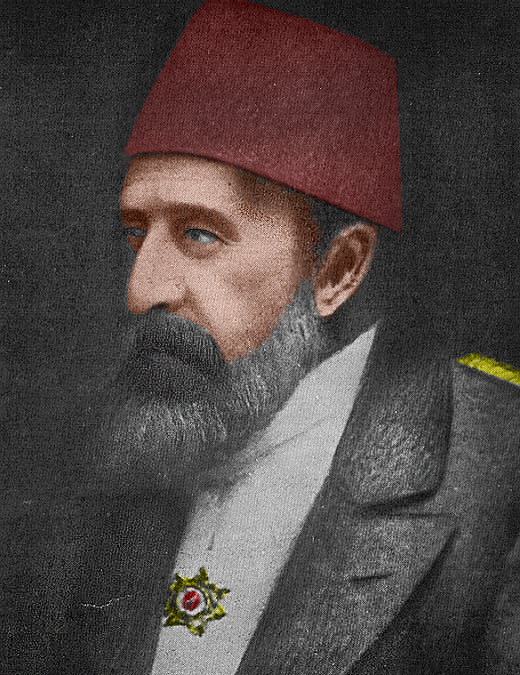
Абдул-Хамид II

Контрпереворот 1909 года — попытка восстановления османским султаном Абдул-Хамидом II абсолютной монархии.

## Предыстория
В результате произошедшей в июле 1908 года младотурецкой революции султан был вынужден восстановить в стране действие конституции 1876 года. Однако он не собирался сдаваться: уже 1 августа 1908 года он издал указ, по которому оставил за собой право назначения великого визиря, военного министра и морского министра. В ответ младотурки организовали мощный нажим на султана, вынудив его отказаться от права назначения военного и морского министра, и заставив утвердить великим визирем Камиль-пашу, в результате чего правительство оказалось под полным контролем младотурок.
Однако зимой 1908—1909 годов младотурки стали быстро терять популярность среди жителей Османской империи. Жизнь народа после революции не улучшилась, а пропаганда пантюркизма оттолкнула от младотурок представителей нетурецких народов.

## Стамбульские события

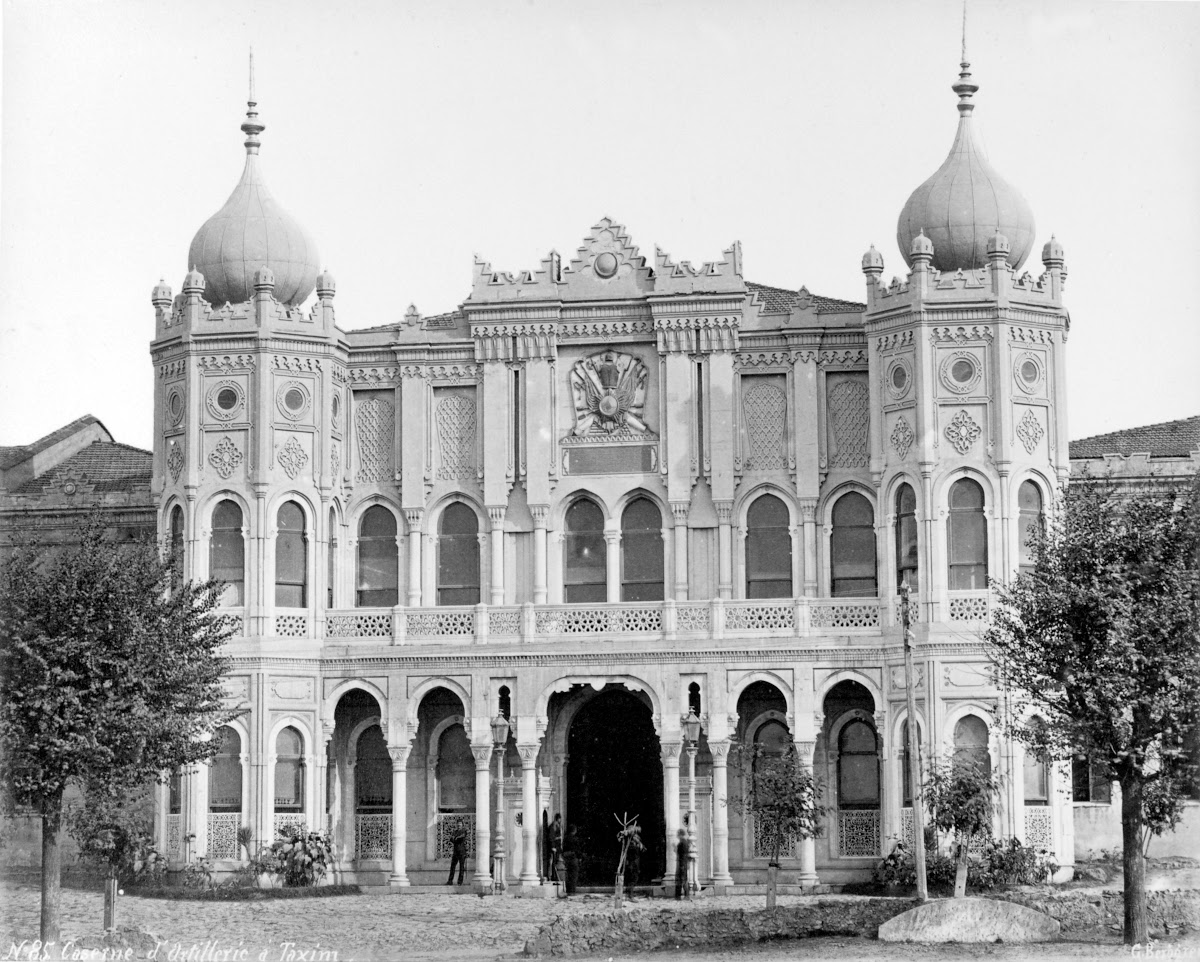
Казармы Стамбульского гарнизона

В апреле 1909 года был убит известный стамбульский журналист Хасан Фехми-бей, отрицательно относившийся к младотуркам. Его похороны превратились в многолюдную демонстрацию против младотурок.
Через два дня, в ночь с 12 на 13 апреля, восстали солдаты стамбульского гарнизона во главе с унтер-офицером Хамди Яшаром, общей численностью более 30 тысяч человек. Мятежники захватили парламент и правительственные здания, разгромили штаб-квартиру партии «Единение и прогресс» и потребовали соблюдения законов шариата, высылки из страны руководителей младотурок и увольнения из армии офицеров, сочувствующих младотуркам.
Султан Абдул-Хамид II немедленно согласился на требования восставших. Новым великим визирем был назначен Ахмед Тевфик-паша.

## Ликвидация переворота
Узнав о событиях в Стамбуле, лидеры младотурок создали «Армию действия» численностью более 100 тысяч человек, и двинулись на столицу. После взятия Стамбула султан Абдул-Хамид II был низложен, новым султаном парламент назначил его брата Мехмеда, вошедшего на трон как Мехмед V.